# مستشفى لوري للأطفال
مستشفى آن وروبرت لوري للأطفال في شيكاغو (مستشفى الأطفال التذكاري سابقًا) في شيكاغو، إلينوي هو مستشفى متخصص في طب الأطفال تابع لمستشفى نورثويسترن ميموريال وجامعة نورث ويسترن. يقع المستشفى في حي Streeterville في وسط الحرم الشمالي الغربي، ويضم أكثر من 1200 طبيب طاقمه الطبي و 4000 موظف.
يتضمن المستشفى 70 تخصصًا دقيقًا للأطفال، وأطباء في 14 موقعًا آخر من المدن والضواحي. بناءً على الحجم، صُنّف في المرتبة الأولى إقليمياً في جميع تخصصات طب الأطفال  من قبل اللجنة المشتركة (المعروفة سابقًا باسم اللجنة المشتركة لاعتماد منظمات الرعاية الصحية). قدم الأطباء والموظفون رعاية عالية الجودة لأكثر من 148,000 طفل في عام 2011، من كل الولايات الأمريكية و 35 دولة أخرى.

## التاريخ
تأسس في عام 1882م كمستشفى موريس بورتر التذكاري، على الممرضة جوليا فوستر بورتر كوخًا من 4 أسرّة في زاوية شارع هالستد وبلدين بشيكاغو بعد وفاة ابنها البالغ من العمر 13 عامًا. كان أول مستشفى في شيكاغو يركز فقط على رعاية الأطفال وطب الأطفال. توسع المستشفى، وغُيّر اسمه إلى مستشفى الأطفال التذكاري في عام 1904م، ونُقل إلى زاوية طرق فولرتون ولينكولن. بقي في حي لينكولن بارك بشيكاغو لمدة 130 عامًا.
في الأربعينيات من القرن العشرين، أنشأ المستشفى أحد أوائل برامج جراحة الأطفال في البلاد. اخترع الجراحان ويليس ج. بوتس وسيدني سميث عددًا من الأدوات الجراحية المستخدمة للعمل على الأوعية الدموية وصمموا جراحة جديدة لعلاج متلازمة الطفل الأزرق.
تم بناء المستشفى الرئيسي في 1960s ويقع في لينكولن بارك حي على الجانب الشمالي من المدينة (41°55′28″N 87°38′51″W / 41.92444°N 87.64750°W).

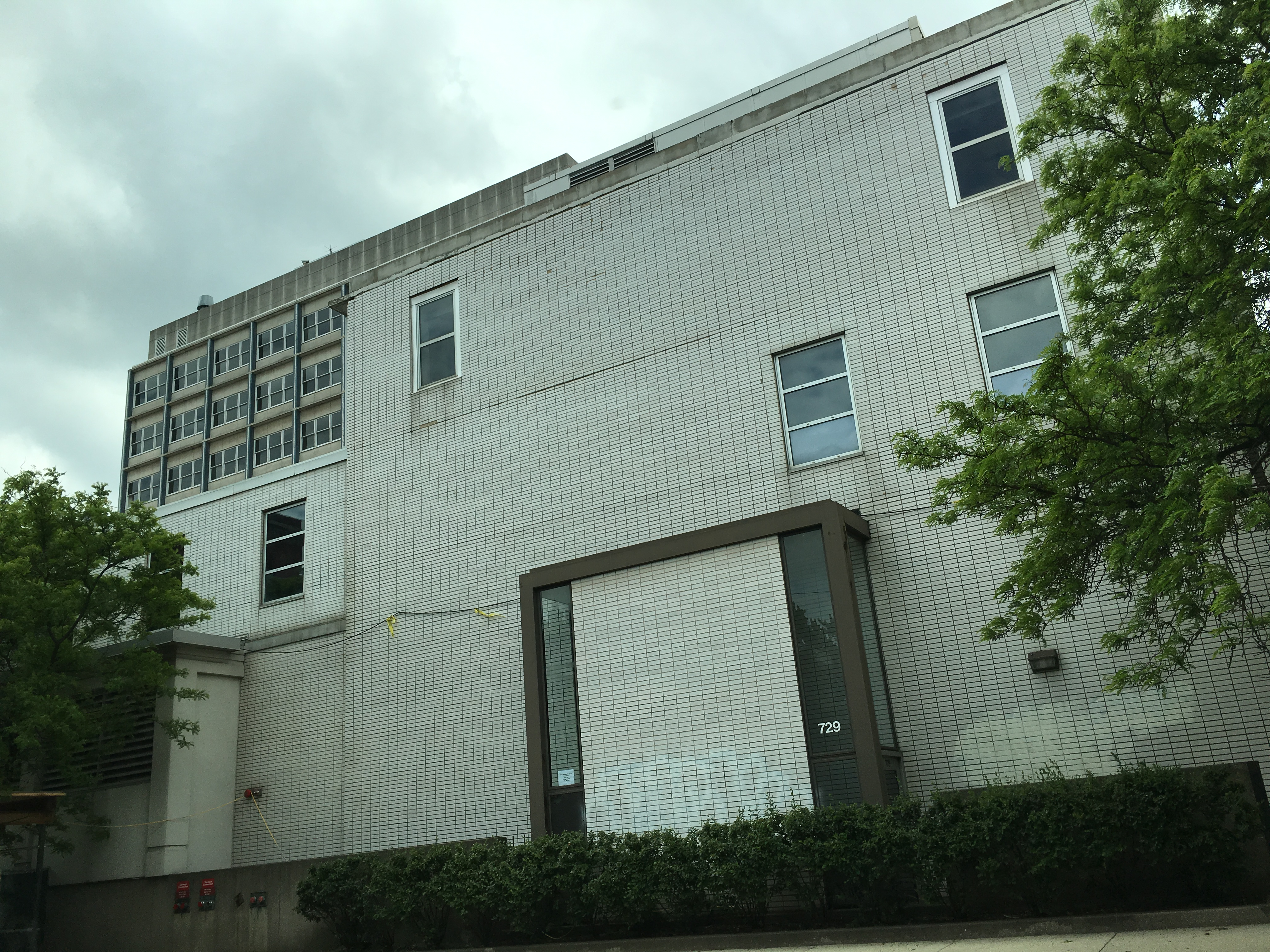
موقع المستشفى السابق في عام 2016

في 9 يونيو 2012، انتقل المستشفى إلى موقعه الحالي، وغير اسمه إلى مستشفى آن وروبرت لوري للأطفال في شيكاغو. ضمّ الاسم الجديد اسم المتبرعة آن لوري وزوجها الراحل تكريما للهدية التي قدمتها في عام 2007 بقيمة 100 مليون دولار لإنشاء مستشفى جديد ولمبادراتها في مجال أبحاث طب الأطفال. نقل الموظفون 170 مريضاً وأولياء أمورهم، وسافروا بسيارة الإسعاف وبمرافقة قسم شرطة شيكاغو وإدارة المطافئ في شيكاغو. اتخذت هذه الخطوة للأسباب التالية: [بحاجة لمصدر]

- ليكون المستشفى قريبًا من شريكه الأكاديمي، كلية الطب بجامعة نورث وسترن فاينبرغ
- جذب الموظفين
- تعزيز التعاون مع الباحثين والأطباء العاملين في رعاية البالغين
- تيسير عملية انتقال المرضى إلى رعاية الكبار
- توفير وسائل نقل أسرع لحديثي الولادة المصابين بأمراض خطيرة من مستشفى برينتس النسائي

في أكتوبر 2014، افتتح المستشفى أول جوائز سنوية من الأمل والشجاعة، تقديراً «للقادة الذين أظهروا التزامات استثنائية لتحسين صحة ورفاهية الأطفال». كان المكرمون لعام 2014 هم جمارييل رانسوم ماركس، التي تدير حملة جامز للدم والنخاع العظمي، ودعاة سلامة المنتجات للأطفال ليندا جينزل وبواز كيسار، والسناتور ريتشارد ج. دوربين.

## التعليم
كمستشفى تعليمي أساسي للأطفال في كلية الطب بجامعة نورث وسترن فاينبرغ، يقدم المستشفى برنامج إقامة طب الأطفال. احتلت مدرسة فاينبرغ المرتبة 17 من حيث البحث و 17 بالنسبة للرعاية الأولية في تصنيفات مجلة News & World Report الأمريكية لعام 2016-17 لأفضل كليات الطب ذات التوجه البحثي في البلاد.

## الجوائز والتصنيفات
- رشحت مجلة يو إس نيوز أند وورلد ريبورت لعام 2011 عشرة برامج سريرية من «أفضل مستشفيات أمريكا للأطفال»، احتل برنامج المسالك البولية في مستشفى لوري المرتبة السادسة على المستوى الوطني.[9]
- حصل على المرتبة 6 من بين 11 مستشفى للأطفال فقط على مستوى البلاد، وتأهل إلى قائمة الشرف في تصنيف الولايات المتحدة للأخبار والتقارير العالمية لعام 2016 - 2016 لأفضل مستشفيات الأطفال.[10]
- المستشفى هو واحد من عشرة مستشفيات للأطفال فقط على مستوى البلاد، والمستشفى الوحيد في إلينوي، الذي حصل على لقب «المستشفى الأعلى» من أجل سلامة المرضى من قبل مجموعة ليفبروغ، وهي اتحاد وطني من داعمي الرعاية الصحية يشجع «التحديثات» في سلامة المرضى.[11]
- اللجنة المشتركة، المعتمد الرئيسي لمنظمات الرعاية الصحية في أمريكا، حددت المستشفى كواحد من ثلاثة من أفضل الدول أداءً في معايير الجودة الرئيسية. تم تصنيف مستشفيات الأطفال في منطقة واحدة - ربو الأطفال.[12]
- عرف المستشفى ك «مكان رائع للعمل» من خلال مراجعة مستشفى بيكر.[13]
- في يوليو 2016، أصبح المستشفى أول مستشفى للأطفال في إلينوي يعيّن كمركز لجراحة الأطفال من المستوى الأول من قبل الكلية الأمريكية للجراحين.[14]

## معلومات المبنى
- الحجم: 1.25 مليون قدم مربع [بحاجة لمصدر] [ بحاجة لمصدر ][ بحاجة لمصدر ]
- تكلفة البناء (باستثناء الأرض): 605 مليون دولار [بحاجة لمصدر] [ بحاجة لمصدر ][ بحاجة لمصدر ]
- اكتمل: يونيو 2012 [بحاجة لمصدر] [ بحاجة لمصدر ][ بحاجة لمصدر ]
- [ بحاجة لمصدر ][ بحاجة لمصدر ][ بحاجة لمصدر ][ بحاجة لمصدر ]عدد الطوابق: 23 [بحاجة لمصدر] [ بحاجة لمصدر ][ بحاجة لمصدر ]

## روابط خارجية
- لوري الصفحة الرئيسية للأطفال
- معهد ستانلي مان لبحوث الأطفال
- الولايات المتحدة نيوز أفضل مستشفيات الأطفال 2016-17
- مركز البحوث التذكارية للأطفال
- أخبار الولايات المتحدة أفضل مستشفيات الأطفال 2011-12